# ISPF
ISPF (Interactive System Productivity Facility) és un conjunt d'eines pel sistema operatiu d'IBM z/OS (MVS, OS/390) per a mainframes o ordinadors centrals. Inclou un editor de pantalla, la interfície d'usuari va ser comercialitzada a finals dels anys 80, incloent SPFPC.
Principalment dota al terminal IBM 3270 d'una interfície mitjançant panells. Cada panell pot incloure menús i diàlegs per executar les eines del TSO. Normalment aquests panells tan sols doten d'una interfície més amigable per realitzar les diferents tasques -- la major part dels panells executen les eines pròpies del sistema. És utilitzat freqüentment per manipular fitxers per mitjà del seu PDF (Product Development Facility) de manera més còmode.
El ISPF és ampliable i molt sovint és utilitzat com a interfície per altres aplicacions. Molts productes venuts pel sistema operatiu MVS utilitzen els menús de ISPF per accedir a les seves eines.